# 伊恩·珀西
伊恩·布莱顿·珀西，OBE（Iain Percy，1976年3月21日—），生於汉普郡南安普顿，英国帆船运动员。

## 帆船比赛
珀西参加了2000年悉尼奥运会，在芬兰人级中夺冠。。
2004年雅典奥运会时，他参加了，他与史蒂夫·米切尔一起在星级双人艇比赛中获得第六。这个小队在2005年世锦赛中获得第三，并在同年欧锦赛中夺冠。
北京奥运会中，他与安德鲁·辛普森一起在星级艇比赛中夺金。

## 奖励
作为对奥运夺冠的奖励，英女皇曾在2004年颁发给他MBE勳銜。在2009年的新年授勳名單中，他再獲勳OBE勳銜。